# Estádio da Mata Real
Estadio da Mata Real je višenamjenski stadion u gradu Paçosu de Ferreiri u Portugalu. Najviše ga se rabi za nogometne susrete. Na njemu svoje utakmice igra FC Paços de Ferreira. Stadion može primiti 7.000 ljudi, a sagrađena je 1973.
Stadion je obnovljen dva puta, 2000. i 2013. godine, s kapacitetom povećanim od izvornih 5,250 s aktualnih 7.000 sjedećih mjesta.